# The best of (Opća opasnost)
"The best of" je prvi kompilacijski album županjske rock grupe Opća opasnost. Izdan je 2009. godine. 

## Popis pjesama
1. "Jednom kad noć" (Mario Vestić, Opća opasnost)
2. "Treba mi nešto jače od sna" (Mario Vestić, Opća opasnost)
3. "Ti" (Žarko Fabek, Opća opasnost)
4. "Opća opasnost" (Slaven Živanović - Žiža, Opća opasnost)
5. "Mačka" (Mario Vestić, Opća opasnost)
6. "Ti mi nećeš reći zbogom" (Mario Vestić, Opća opasnost)
7. "Njene sjene" (Vlado Jozić, Mario Vestić, Opća opasnost)
8. "Ima nešto" (Žarko Fabek, Opća opasnost)
9. "Doktore" (Mario Vestić, Opća opasnost)
10. "Nebo" (Mario Vestić, Opća opasnost)
11. "Grad" (Mario Vestić, Opća opasnost)
12. "Mjesečar" (Branimir Jovanovac, Mario Vestić, Opća opasnost)
13. "Ruski rulet" (Mario Vestić, Opća opasnost)
14. "Dan bez imena" (Mario Vestić, Opća opasnost)
15. "Srce zna" (Mario Vestić, Opća opasnost)
16. "Rastaviše i nas dvoje" (duet s Najboljim hrvatskim tamburašima) (Mario Vestić, Opća opasnost)
17. "Nebeski znak"	(Josip Mrča Maričić, Opća opasnost)
18. "Ratujem sa ženama" (Slaven Živanović - Žiža, Opća opasnost)